# Discografia Arianei Grande
Acest articol prezintă aparițiile discografice ale cântăreței americane Ariana Grande. Aceasta a lansat 5 albume de studio, cel puțin 65 discuri single, 2 discuri EP și 40 videoclipuri.

## Albume de studio
| Nume            | Detalii album                      | Poziția maximă | Poziția maximă | Poziția maximă | Poziția maximă | Poziția maximă | Poziția maximă | Poziția maximă | Poziția maximă | Poziția maximă | Poziția maximă | Vânzări                                                                               | Certificații    |
| Nume            | Detalii album                      | U.S.           | AUS            | CAN            | DAN            | ITA            | JPN            | NOR            | NZ             | SWE            | UK             | Vânzări                                                                               | Certificații    |
| --------------- | ---------------------------------- | -------------- | -------------- | -------------- | -------------- | -------------- | -------------- | -------------- | -------------- | -------------- | -------------- | ------------------------------------------------------------------------------------- | --------------- |
| Yours Truly     | - Formate: CD, descărcare digitală | 1              | 6              | 2              | 10             | —              | 3              | 33             | 11             | —              | 7              | - Vânzări în S.U.A.: 572,000 - Vânzări în Japonia: 104,000                            | - RIAJ: Aur     |
| My Everything   | - Formate: CD, descărcare digitală | 1              | 1              | 1              | 2              | 4              | 3              | 1              | 3              | 2              | 3              | - Vânzări în S.U.A.: 692,000 - Vânzări în Japonia: 181,700 - Vânzări în U.K.: 179,406 | - RIAJ: Platină |
| Dangerous Woman | - Formate: CD, descărcare digitală | 2              | 1              | 2              | 5              | 1              | 2              | 1              | 1              | 4              | 1              | - Vânzări în Japonia: 50,802                                                          | - RIAJ: Aur     |

"–" denotă că albumul a fost lansat dar nu a intrat în top

## Discuri EP
| Nume                                          | Detalii album                      | Poziția maximă | Poziția maximă | Poziția maximă | Poziția maximă | Poziția maximă | Vânzări                     |
| Nume                                          | Detalii album                      | U.S.           | AUS            | CAN            | JPN            | SUE            | Vânzări                     |
| --------------------------------------------- | ---------------------------------- | -------------- | -------------- | -------------- | -------------- | -------------- | --------------------------- |
| Christmas Kisses                              | - Formate: descărcare digitală     | —              | —              | —              | —              | —              | - Vânzări în S.U.A.: 16,000 |
| Christmas Kisses (reeditat numai în Japonia)  | - Formate: CD, descărcare digitală | —              | —              | —              | 25             | —              |                             |
| Christmas & Chill                             | - Formate: descărcare digitală     | 34             | 49             | 43             | —              | 30             | - Vânzări în U.S.: 35,000   |
| Christmas & Chill (reeditat numai în Japonia) | - Formate: CD                      | —              | —              | —              | —              | —              |                             |

"–" denotă că albumul a fost lansat dar nu a intrat în top

## Discuri single
| Titlu                                                     | An   | Poziția maximă | Poziția maximă | Poziția maximă | Poziția maximă | Poziția maximă | Poziția maximă | Poziția maximă | Poziția maximă | Poziția maximă | Poziția maximă | Certificații | Album                         |
| Titlu                                                     | An   | US             | AUS            | CAN            | DEN            | ITA            | JPN            | NOR            | NZ             | SWE            | UK             | Certificații | Album                         |
| --------------------------------------------------------- | ---- | -------------- | -------------- | -------------- | -------------- | -------------- | -------------- | -------------- | -------------- | -------------- | -------------- | --- | ----------------------------- |
| "Put Your Hearts Up"                                      | 2011 | —              | —              | —              | —              | —              | —              | —              | —              | —              | —              | - RIAA: Aur | Non-album single              |
| "The Way" (featuring Mac Miller)                          | 2013 | 9              | 37             | 33             | —              | —              | 66             | —              | 31             | —              | 41             | - RIAA: 3× Platină - ARIA: Aur | Yours Truly                   |
| "Baby I"                                                  | 2013 | 21             | 67             | 57             | —              | —              | 6              | —              | —              | —              | 145            | - RIAJ: Aur | Yours Truly                   |
| "Right There" (featuring Big Sean)                        | 2013 | 84             | 51             | —              | —              | —              | —              | —              | —              | —              | 113            | - RIAA: Aur | Yours Truly                   |
| "Last Christmas"                                          | 2013 | 96             | —              | —              | —              | —              | 73             | —              | —              | —              | 92             | | Christmas Kisses              |
| "Love Is Everything"                                      | 2013 | —              | —              | —              | —              | —              | —              | —              | —              | —              | 132            | | Christmas Kisses              |
| "Snow in California"                                      | 2013 | —              | —              | —              | —              | —              | —              | —              | —              | —              | 151            | | Christmas Kisses              |
| "Santa Baby" (featuring Liz Gillies)                      | 2013 | —              | —              | —              | —              | —              | —              | —              | —              | —              | 155            | | Christmas Kisses              |
| "Problem" (featuring Iggy Azalea)                         | 2014 | 2              | 2              | 3              | 5              | 12             | 16             | 6              | 1              | 5              | 1              | - RIAA: 6× Platină - ARIA: 3× Platină - BPI: Platină - FIMI: 2× Platină - IFPI DEN: 2× Platină - IFPI NOR: 3× Platină - IFPI SWE: 3× Platină - MC: 3× Platină - RIAJ: Platină - RMNZ: Platină | My Everything                 |
| "Break Free" (featuring Zedd)                             | 2014 | 4              | 3              | 5              | 19             | 16             | 19             | 4              | 5              | 6              | 16             | - RIAA: 3× Platină - ARIA: 2× Platină - BPI: Aur - FIMI: Platină - IFPI DEN: Platină - IFPI NOR: 3× Platină - IFPI SWE: 4× Platină - MC: 2× Platină - RIAJ: Platină - RMNZ: Aur               | My Everything                 |
| "Bang Bang" (with Jessie J and Nicki Minaj)               | 2014 | 3              | 4              | 3              | 10             | 47             | 40             | 15             | 4              | 15             | 1              | - RIAA: 5× Platină - ARIA: 3× Platină - BPI: Platină - FIMI: 2× Platină - IFPI DEN: Platină - IFPI NOR: 2× Platină - IFPI SWE: 2× Platină - MC: 3× Platină - RMNZ: 2× Platină                 | My Everything și Sweet Talker |
| "Love Me Harder" (with The Weeknd)                        | 2014 | 7              | 19             | 10             | 18             | 17             | —              | 22             | 28             | 26             | 48             | - RIAA: 3× Platină - ARIA: Platină - BPI: Argint - FIMI: Platină - IFPI DEN: Platină - IFPI NOR: Platină - IFPI SWE: Platină - MC: Platină                                                    | My Everything                 |
| "Brand New You"                                           | 2014 | —              | —              | —              | —              | —              | —              | —              | —              | —              | —              | | 13 – The Musical              |
| "Santa Tell Me"                                           | 2014 | 42             | 80             | 27             | 14             | 66             | 29             | 36             | —              | 28             | 68             | - IFPI DEN: Aur | Christmas Kisses              |
| "One Last Time"                                           | 2015 | 13             | 15             | 12             | 19             | 6              | 72             | 22             | 22             | 22             | 24             | - RIAA: Platină - ARIA: Platină - BPI: Aur - FIMI: 2× Platină - IFPI DEN: Platină - IFPI NOR: Aur - IFPI SWE: 2× Platină                                                                      | My Everything                 |
| "E Più Ti Penso" (with Andrea Bocelli)                    | 2015 | —              | —              | —              | —              | —              | —              | —              | —              | —              | —              | | Cinema                        |
| "Focus"                                                   | 2015 | 7              | 10             | 8              | 30             | 8              | 19             | 20             | 16             | 14             | 10             | - RIAA: Platină - ARIA: Platină - BPI: Argint - FIMI: Platină - IFPI SWE: Platină - MC: Aur                                                                                                   | Dangerous Woman               |
| "Dangerous Woman"                                         | 2016 | 8              | 18             | 10             | 31             | 19             | 73             | 27             | 16             | 30             | 17             | - RIAA: Platină - ARIA: Platină - BPI: Aur - FIMI: Platină - IFPI SWE: Platină - MC: Aur - RMNZ: Platină                                                                                      | Dangerous Woman               |
| "Into You"                                                | 2016 | 13             | 11             | 13             | 30             | 29             | 25             | 25             | 9              | 31             | 14             | - ARIA: 2× Platină - BPI: Aur - FIMI: Platină - IFPI SWE: Platină - MC: Platină - RMNZ: Aur                                                                                                   | Dangerous Woman               |
| "Side to Side" (featuring Nicki Minaj)                    | 2016 | 4              | 3              | 4              | 18             | 28             | 74             | 8              | 2              | 15             | 4              | - ARIA: 3× Platină - BPI: Argint - RMNZ: Aur | Dangerous Woman               |
| "–" denotă că piesa a fost lansată dar nu a intrat în top |      |                |                |                |                |                |                |                |                |                |                | |                               |

## Colaborări
| "Popular Song" (Mika featuring Ariana Grande)                             | 2013 | 87 | 71 | 92 | —  | 183 | - RIAA: Gold | Yours Truly and The Origin of Love |
| "Adore" (Cashmere Cat featuring Ariana Grande)                            | 2015 | 93 | —  | —  | —  | —   |              | Non-album singles                  |
| "Boys Like You" (Who Is Fancy featuring Meghan Trainor and Ariana Grande) | 2015 | —  | —  | 89 | 26 | —   | - RMNZ: Gold | Non-album singles                  |
| "Over and Over Again" (Nathan Sykes featuring Ariana Grande)              | 2016 | —  | —  | —  | —  | 54  |              | Unfinished Business                |
| "This Is Not a Feminist Song" (SNL cast featuring Ariana Grande)          | 2016 | —  | —  | —  | —  | —   |              | Non-album single                   |
| "My Favorite Part" (Mac Miller featuring Ariana Grande)                   | 2016 | —  | —  | —  | —  | —   |              | The Divine Feminine                |
| "–" denotă că piesa a fost lansată dar nu a intrat în top                 |      |    |    |    |    |     |              |                                    |

## Discuri promoționale
| Titlu                                                           | An   | Poziția maximă | Poziția maximă | Poziția maximă | Poziția maximă | Poziția maximă | Poziția maximă | Poziția maximă | Poziția maximă | Poziția maximă | Album                                                 |
| Titlu                                                           | An   | US             | AUS            | CAN            | DEN            | FRA            | JPN            | NLD            | NZ             | UK             | Album                                                 |
| --------------------------------------------------------------- | ---- | -------------- | -------------- | -------------- | -------------- | -------------- | -------------- | -------------- | -------------- | -------------- | ----------------------------------------------------- |
| "Almost Is Never Enough" (featuring Nathan Sykes of The Wanted) | 2013 | 82             | —              | —              | —              | —              | —              | —              | —              | 49             | Yours Truly and The Mortal Instruments: City of Bones |
| "Best Mistake" (featuring Big Sean)                             | 2014 | 49             | 45             | 39             | 29             | 103            | 74             | 67             | 29             | 154            | My Everything                                         |
| "Be Alright"                                                    | 2016 | 43             | 52             | 39             | —              | 75             | 67             | 89             | —              | 65             | Dangerous Woman                                       |
| "Let Me Love You" (featuring Lil Wayne)                         | 2016 | 99             | 88             | 73             | —              | 164            | —              | —              | —              | 180            | Dangerous Woman                                       |
| "Jason's Song (Gave It Away)"                                   | 2016 | —              | —              | —              | —              | —              | —              | —              | —              | —              | Dangerous Woman                                       |
| "–" denotă că piesa a fost lansată dar nu a intrat în top       |      |                |                |                |                |                |                |                |                |                |                                                       |

## Alte piese certificate
| Titlu                                                                          | An   | Certificații | Certificații | Certificații | Certificații | Certificații | Certificații | Certificații | Certificații | Certificații | Album                               |
| Titlu                                                                          | An   | US           | US Bub.      | US Hol.      | US R&B       | AUS          | CAN          | FRA          | NLD          | UK           | Album                               |
| ------------------------------------------------------------------------------ | ---- | ------------ | ------------ | ------------ | ------------ | ------------ | ------------ | ------------ | ------------ | ------------ | ----------------------------------- |
| "Give It Up" (Victorious cast featuring Ariana Grande and Elizabeth Gillies)   | 2011 | —            | 23           | —            | —            | —            | —            | —            | —            | —            | Victorious                          |
| "Honeymoon Avenue"                                                             | 2013 | —            | 24           | —            | —            | —            | —            | —            | —            | —            | Yours Truly                         |
| "Tattooed Heart"                                                               | 2013 | —            | 15           | —            | —            | —            | —            | —            | —            | —            | Yours Truly                         |
| "Break Your Heart Right Back" (featuring Childish Gambino)                     | 2014 | —            | 12           | —            | —            | —            | —            | —            | —            | —            | My Everything                       |
| "Just a Little Bit of Your Heart"                                              | 2014 | —            | 13           | —            | —            | 99           | —            | —            | —            | 177          | My Everything                       |
| "My Everything"                                                                | 2014 | —            | 11           | —            | —            | —            | —            | —            | —            | —            | My Everything                       |
| "All My Love" (Major Lazer featuring Ariana Grande)                            | 2014 | —            | —            | —            | —            | —            | —            | 135          | —            | 194          | The Hunger Games: Mockingjay, Pt. 1 |
| "Get On Your Knees" (Nicki Minaj featuring Ariana Grande)                      | 2014 | 88           | —            | —            | 26           | 80           | 98           | 181          | —            | 86           | The Pinkprint                       |
| "Research" (Big Sean featuring Ariana Grande)                                  | 2015 | —            | —            | —            | —            | —            | —            | —            | —            | —            | Dark Sky Paradise                   |
| "All My Love (Remix)" (Major Lazer featuring Ariana Grande and Machel Montano) | 2015 | —            | —            | —            | —            | —            | 87           | —            | —            | —            | Peace Is the Mission                |
| "Wit It This Christmas"                                                        | 2015 | —            | —            | —            | —            | —            | —            | —            | —            | —            | Christmas & Chill                   |
| "December"                                                                     | 2015 | —            | —            | 81           | —            | —            | —            | —            | —            | —            | Christmas & Chill                   |
| "True Love"                                                                    | 2015 | —            | —            | 89           | —            | —            | —            | —            | —            | —            | Christmas & Chill                   |
| "Winter Things"                                                                | 2015 | —            | —            | 76           | —            | —            | —            | —            | 40           | —            | Christmas & Chill                   |
| "Moonlight"                                                                    | 2016 | —            | —            | —            | —            | —            | —            | —            | —            | 137          | Dangerous Woman                     |
| "Greedy"                                                                       | 2016 | —            | —            | —            | —            | —            | —            | 194          | —            | 113          | Dangerous Woman                     |
| "Leave Me Lonely" (featuring Macy Gray)                                        | 2016 | —            | —            | —            | —            | —            | —            | —            | —            | 143          | Dangerous Woman                     |
| "Everyday" (featuring Future)                                                  | 2016 | —            | 23           | —            | —            | —            | —            | —            | —            | 131          | Dangerous Woman                     |
| "Bad Decisions"                                                                | 2016 | —            | —            | —            | —            | —            | —            | —            | —            | 180          | Dangerous Woman                     |
| "Touch It"                                                                     | 2016 | —            | —            | —            | —            | —            | —            | —            | —            | 176          | Dangerous Woman                     |
| "Thinking Bout You"                                                            | 2016 | —            | —            | —            | —            | —            | —            | —            | —            | 183          | Dangerous Woman                     |
| "–" denotă că piesa a fost lansată dar nu a intrat în top                      |      |              |              |              |              |              |              |              |              |              |                                     |

## Videoclipuri
| Titlu                         | An   | Alți artiști             | Director(i)                         | Ref.   |
| ----------------------------- | ---- | ------------------------ | ----------------------------------- | ------ |
| "Put Your Hearts Up"          | 2011 | None                     | Jeremy Alter                        | [ 71 ] |
| "The Way"                     | 2013 | Mac Miller               | Jones Crow                          | [ 72 ] |
| "Almost Is Never Enough"      | 2013 | Nathan Sykes             | Nev Todorovic                       | [ 73 ] |
| "Baby I"                      | 2013 | None                     | Ryan Pallotta                       | [ 74 ] |
| "Right There"                 | 2013 | Big Sean                 | Nev Todorovic                       | [ 75 ] |
| "Problem"                     | 2014 | Iggy Azalea              | The Young Astronauts                | [ 76 ] |
| "Break Free"                  | 2014 | Zedd                     | Chris Marrs Piliero                 | [ 77 ] |
| "Bang Bang"                   | 2014 | Jessie J and Nicki Minaj | Hannah Lux Davis                    | [ 78 ] |
| "Love Me Harder"              | 2014 | The Weeknd               | Hannah Lux Davis                    | [ 79 ] |
| "Santa Tell Me"               | 2014 | None                     | Alfredo Flores Jones Crow           | [ 80 ] |
| "One Last Time"               | 2015 | None                     | Max Landis                          | [ 81 ] |
| "E Più Ti Penso"              | 2015 | Andrea Bocelli           | Gaetano Morbioli                    | [ 82 ] |
| "Focus"                       | 2015 | None                     | Hannah Lux Davis                    | [ 83 ] |
| "Dangerous Woman"             | 2016 | None                     | The Young Astronauts                | [ 84 ] |
| "Let Me Love You"             | 2016 | Lil Wayne                | Grant Singer Matthias Koenigswieser | [ 85 ] |
| "Into You"                    | 2016 | None                     | Hannah Lux Davis                    | [ 86 ] |
| "Side to Side"                | 2016 | Nicki Minaj              | Hannah Lux Davis                    | [ 87 ] |
| Colaborări                    |      |                          |                                     |        |
| "Popular Song"                | 2013 | Mika                     | Chris Marrs Piliero                 | [ 88 ] |
| "Don't Be Gone Too Long"      | 2014 | Chris Brown              | Chris Brown                         | [ 89 ] |
| "This Is Not a Feminist Song" | 2016 | SNL cast                 | Matt Villines Osmany Rodriguez      | [ 90 ] |
| Apariții                      |      |                          |                                     |        |
| "Freak the Freak Out"         | 2010 | Victoria Justice         | Marcus Wagner                       | [ 91 ] |
| "Beggin' on Your Knees"       | 2011 | Victoria Justice         | Marcus Wagner                       | [ 92 ] |
| "Unfriend You"                | 2011 | Greyson Chance           | Marc Klasfeld                       | [ 93 ] |
| "All I Want Is Everything"    | 2011 | Victoria Justice         | Lex Halaby                          | [ 94 ] |
| "Make It In America"          | 2012 | Victoria Justice         | Anna Mastro                         | [ 95 ] |